# Blato na Cetini
Blato na Cetini is een plaats in de gemeente Omiš in de Kroatische provincie Split-Dalmatië. De plaats telt 573 inwoners (2001).